# 2023年のラリージャパン
2023年のラリージャパンは、2023年の世界ラリー選手権 (WRC) 第13戦として、2023年11月16日から11月19日にかけて、日本の愛知県・岐阜県で行われた。
正式名称は「FIA世界ラリー選手権 フォーラムエイト・ラリージャパン2023」(FIA World Rally Championship FORUM8 Rally Japan 2023)。

## 概要
WRCの日本ラウンドとしては通算8回目、本州中部地方での開催は2年連続2回目となる。前年に続きWRCシーズン最終戦として行われる。
今回は新たな試みとして、ラリーの拠点となる豊田スタジアムの競技場内で2台並走方式のスーパースペシャルステージ（SSS）が行われる。ラリージャパンにおけるスタジアムSSSは、札幌ドームで行った2008・2010年以来となる。10月からピッチの芝生を剥がしてアスファルトを舗装し、バリアやジャンプ台を設営する工事が行われた。なお、当競技場をホームスタジアムとする名古屋グランパスエイトは、J1リーグ終盤のホームゲーム2戦を岐阜メモリアルセンター長良川競技場で代替開催することになった。

## エントリーリスト
- 最高峰クラスのラリー1はトヨタ4台、ヒョンデ3台、Mスポーツ（フォード）2台の9台が参加する。Mスポーツはレギュラーのピエール=ルイ・ルーベに替えてアドリアン・フルモーを起用した[4]。
- 日本の出場者の中では、1998年長野オリンピックスピードスケート男子500mで金メダルを獲得した清水宏保がラリードライバーとして初参戦する[5]。

| No.  | エントラント                                    | ドライバー コドライバー                                         | マシン                         | クラス グループ | 選手権         |
| ---- | ----------------------------------------------- | --------------------------------------------------------------- | ------------------------------ | --------------- | -------------- |
| 17   | トヨタ・ガズー・レーシングWRT                   | セバスチャン・オジェ バンサン・ランデ                           | トヨタ・GRヤリス ラリー1       | RC1 ラリー1     | M              |
| 33   | トヨタ・ガズー・レーシングWRT                   | エルフィン・エバンス スコット・マーティン                       | トヨタ・GRヤリス ラリー1       | RC1 ラリー1     | M              |
| 69   | トヨタ・ガズー・レーシングWRT                   | カッレ・ロバンペラ ヨンネ・ハルットゥネン                       | トヨタ・GRヤリス ラリー1       | RC1 ラリー1     | M              |
| 18   | トヨタ・ガズー・レーシングWRT                   | 勝田貴元 アーロン・ジョンストン                                 | トヨタ・GRヤリス ラリー1       | RC1 ラリー1     |                |
| 4    | ヒョンデ・シェル・モビスWRT                     | エサペッカ・ラッピ ヤンネ・フェルム                             | ヒョンデ・i20 N ラリー1        | RC1 ラリー1     | M              |
| 6    | ヒョンデ・シェル・モビスWRT                     | ダニ・ソルド カンディード・カレラ                               | ヒョンデ・i20 N ラリー1        | RC1 ラリー1     | M              |
| 11   | ヒョンデ・シェル・モビスWRT                     | ティエリー・ヌービル マルティン・ウィダグ                       | ヒョンデ・i20 N ラリー1        | RC1 ラリー1     | M              |
| 8    | Mスポーツ・フォードWRT                          | オィット・タナック マルティン・ヤルヴェオヤ                     | フォード・プーマ ラリー1       | RC1 ラリー1     | M              |
| 16   | Mスポーツ・フォードWRT                          | アドリアン・フルモー アレクサンドル・コリア                     | フォード・プーマ ラリー1       | RC1 ラリー1     | M              |
| 20   | トクスポーツWRT3                                | アンドレアス・ミケルセン トルステン・エリクセン                 | シュコダ・ファビアRS ラリー2   | RC2 ラリー2     | WRC2(T)/D      |
| 21   | トクスポーツWRT3                                | ANA ニコライ・グリヤジン ANA コンスタンティン・アレクサンドロフ | シュコダ・ファビアRS ラリー2   | RC2 ラリー2     | WRC2(T)/DC/CC) |
| 22   | カエタン・カエタノビッチ                        | カエタン・カエタノビッチ マチェイ・スチェパニアク               | シュコダ・ファビアRS ラリー2   | RC2 ラリー2     | WRC2(DC/CC)    |
| 23   | ヘイキ・コバライネン                            | ヘイキ・コバライネン 北川紗衣                                   | シュコダ・ファビア ラリー2     | RC2 ラリー2     | WRC2(DC/CC)    |
| 24   | Mスポーツ・フォードWRT                          | グレゴワール・ミュンステール ルイ・ルーカ                       | フォード・フィエスタ ラリー2   | RC2 ラリー2     |                |
| 25   | Daniel Chwist                                   | Daniel Chwist Kamil Heller                                      | シュコダ・ファビア ラリー2 Evo | RC2 ラリー2     | WRC2(DC/CC)    |
| 26   | 福永修                                          | 福永修 齊田美早子                                               | シュコダ・ファビア ラリー2 Evo | RC2 ラリー2     | WRC2(DCM/CC)   |
| 28   | エイモン・ボランド                              | エイモン・ボランド MJ                                           | シトロエン・C3 ラリー2         | RC2 ラリー2     | WRC2(DCM/CCM)  |
| 29   | Miguel DÍAZ ABOIT                               | Miguel Diaz Aboit Rodrigo Sanjuan de Eusebio                    | シュコダ・ファビアRS ラリー2   | RC2 ラリー2     | WRC2(DCM/CC)   |
| 30   | 今井聡                                          | 今井聡 ジェイソン・ファーマー                                   | シトロエン・C3 ラリー2         | RC2 ラリー2     | WRC2(DC/CC)    |
| 31   | Jason Bailey                                    | Jason Bailey Shayne Peterson                                    | フォード・フィエスタ ラリー3   | RC3 ラリー3     | WRC3(DM)       |
| 32   | トヨタ・ガズー・レーシング WRJ                  | 勝田範彦 木村裕介                                               | トヨタ・GRヤリス               | NAT JRCar1      |                |
| 34   | スバル・チーム・アライ                          | 新井敏弘 松本優一                                               | スバル・WRX S4                 | NAT JRCar1      |                |
| 35   | アヘッド・ジャパン・レーシングチーム            | 新井大輝 立久井大輝                                             | プジョー・208 ラリー4          | RC4 ラリー4     |                |
| 36   | トヨタ・ガズー・レーシング WRJ                  | 眞貝知志 安藤裕一                                               | トヨタ・GRヤリス               | NAT JRCar1      |                |
| 37   | Team BRIDE                                      | 佐々木康行 松下和樹                                             | トヨタ・GRヤリス               | NAT JRCar1      |                |
| 38   | 堀田信                                          | 堀田信 河西晴雄                                                 | トヨタ・GRヤリス               | NAT JRCar1      |                |
| 39   | ウェルパイン・モータースポーツ                  | 村田康介 梅本まどか                                             | トヨタ・GRヤリス               | NAT JRCar1      |                |
| 40   | K-ONEレーシングチーム                           | 山本悠太 立久井和子                                             | トヨタ・86                     | NAT JRCar2      |                |
| 41   | Kunisawa.net                                    | 国沢光宏 木原雅彦                                               | ルノー・クリオ RSライン        | RC5 ラリー5     |                |
| 44   | LSCRラリーチーム                                | 中山透 松浦俊朗                                                 | トヨタ・GRヤリス               | NAT JRCar1      |                |
| 45   | スリーファイブ・モータースポーツ                | 高田幸治 関本貴史                                               | トヨタ・GRヤリス               | NAT JRCar1      |                |
| 46   | チームHASラリー                                 | 萩原泰則 原田晃一                                               | スバル・WRX Sti 2015           | NAT JRCar1      |                |
| 47   | ウェルパイン・モータースポーツ                  | 入江慧士 蔭山恵                                                 | トヨタ・ヴィッツ               | NAT JRCar3      |                |
| 48   | マッスルラリー                                  | 清水宏保 保井隆宏                                               | トヨタ・ヤリス                 | NAT JRCar3      |                |
| 49   | Dスポーツ・ハーフウェイレーシング・ラリーチーム | 相原泰祐 萩野司                                                 | ダイハツ・コペン               | NAT JRCar3      |                |
| 出典 |                                                 |                                                                 |                                |                 |                |

## ルート
前年と同じく愛知県（豊田市・岡崎市・新城市・設楽町）と岐阜県（恵那市・中津川市）の6市町で開催される（詳細地図）。スペシャルステージ (SS) の設定もおおむね同じだが、前述の豊田スタジアムSSSがDAY1〜3に3日続けて開催され、DAY3の岡崎市SSSの開催場所が変更されるなどの違いがある。SS本数は計22本。4日間の総走行距離は958.95km、うちSS走行距離は304.12km（31.7%）、移動区間（リエゾン）は654.83kmである。
11月15日（DAY1）
走行距離：8.55km SS距離：2.10km リエゾン距離：6.45km
初日は豊田スタジアムでのセレモニアルスタート後、19時からスタジアムSSSの1本目（2.10km）を行う。前年シェイクダウンとSS1を行った鞍ヶ池公園は今回はシェイクダウンのみ利用する。
11月16日（DAY2）
走行距離：385.47km SS距離：133.26km リエゾン距離：252.12km
本格的な競技が始まる金曜日はSS2からSS8まで7本。SS2伊勢神トンネル（23.67km）、SS3稲武ダム（19.38km）、SS4設楽町（22.53km）を走行した後サービスパークに戻り、午後も同じ順番でSS5・6・7を走行し、豊田スタジアムへ帰還後スタジアムSSS2本目を行う。SS2/5のルート上にある伊世賀美隧道(旧伊勢神トンネル)は、前年大会では走行車両が撒き上げた砂埃で視界が悪化する問題が生じたため、大会前に路面の再舗装工事が行われた。
11月17日（DAY3）
走行距離：277.98km SS距離：84.68km リエゾン距離：193.30km
土曜日はSS9からSS16まで8本。SS9額田の森（20.32km）、SS10三河湖（14.78km）を走行したのち、岡崎中央総合公園の敷地内でSSS（2.84km）を2本続けて行う（この場所は2019年のリハーサルイベント「セントラルラリー愛知/岐阜」で使用したコースを拡張している）。午後は額田の森と三河湖でSS13・14を行ったのち、本宮山スカイラインでSS15新城市（6.70km）を行い、豊田スタジアムへ戻りスタジアムSSS3本目を行う。この日は昼のサービスなしの一日となる。
11月18日（DAY4）
走行距離：286.95km SS距離：84.08km リエゾン距離：202.87km
最終日はSS17からSS22まで6本。県境の矢作ダム付近でSS17旭高原（7.52km）を行ったのち、岐阜県内を北上し、SS18恵那市（22.92km）とSS19根の上高原（11.60km）を走行する。SS18は明知鉄道の線路沿いを走るスタート区間が延長された。また、岩村町本通りや日本大正村などの観光名所をたどるリエゾン区間が用意されている。この日も昼のサービスは行わず、午後はSS20恵那市、SS21根の上高原をリピートし、最終のSS22旭高原は上位5人にボーナスポイントが与えられるパワーステージとなる。その後豊田スタジアムでセレモニアルフィニッシュが行われる。

## アイテナリー
ラリージャパン公式サイトの観戦ガイドおよび掲示板Itinerary v2.0より。丸括弧内は観戦ポイント。
- DAY1 11月16日 木曜
  - 09:01 シェイクダウン 鞍ケ池公園 Kuragaike Park（鞍ケ池公園）
  - 17:05[14] セレモニアルスタート（豊田スタジアム）
  - 19:05 SS1 豊田スタジアムSSS TOYOTA STADIUM SSS 1（豊田スタジアム）
- DAY2 11月17日 金曜
  - 05:34 サービスA（豊田スタジアム）
  - 07:04 SS2 伊勢神トンネル Isegami's Tunnel 1（旭高原元気村）
  - 08:04 SS3 稲武ダム Inabu Dam 1（黒田ダム/旧駒ケ原分校）
  - 09:02 SS4 設楽町 Shitara Town 1（天狗棚）
  - 11:41 サービスB（豊田スタジアム）
  - 13:36 SS5 伊勢神トンネル Isegami's Tunnel 2（旭高原元気村）
  - 14:36 SS6 稲武ダム Inabu Dam 2（黒田ダム/旧駒ケ原分校）
  - 15:34 SS7 設楽町 Shitara Town 2（天狗棚）
  - 18:03 サービスC（豊田スタジアム）
  - 19:35 SS8 豊田スタジアムSSS TOYOTA STADIUM SSS 2（豊田スタジアム）
- DAY3 11月18日 土曜
  - 06:45 サービスD（豊田スタジアム）
  - 08:04 SS9 額田の森 Nukata Forest 1（千万町楽校）
  - 09:05 SS10 三河湖 Lake Mikawako 1（三河湖）
  - 11:15 SS11 岡崎市SSS Okazaki City SSS 1（岡崎中央総合公園）
  - 11:26 SS12 岡崎市SSS Okazaki City SSS 2（岡崎中央総合公園）
  - 12:16 タイヤフィッティングゾーン（岡崎中央総合公園）
  - 13:04 SS13 額田の森 Nukata Forest 2（千万町楽校）
  - 14:05 SS14 三河湖 Lake Mikawako 2（三河湖）
  - 15:11 SS15 新城市 Shinshiro City（鬼久保ふれあい広場）
  - 17:01 サービスE（豊田スタジアム）
  - 19:35 SS16 豊田スタジアムSSS TOYOTA STADIUM SSS 3（豊田スタジアム）
- DAY4 11月19日 日曜
  - 05:39 サービスE（豊田スタジアム）
  - 07:05 SS17 旭高原 Asahi Kougen（旭高原元気村）
  - 08:03 SS18 恵那市 Ena City 1（山岡駅/田沢/恵南林道/明智）
  - 08:56 SS19 根の上高原 Nenoue Kougen 1（根の上高原）
  - 10:01 タイヤフィッティングゾーン（中津川公園）
  - 11:04 SS20 恵那市 Ena City 2（山岡駅/田沢/恵南林道/明智）
  - 11:57 SS21 根の上高原 Nenoue Kougen 2（根の上高原）
  - 14:15 SS22 旭高原パワーステージ Asahi Kougen Power Stage（旭高原元気村）
  - 16:00 フィニッシュ（豊田スタジアム）

## レポート
昨年に引き続き、愛知・岐阜を舞台に開催される今大会では、豊田スタジアムでのデュアルSSで行われるSSS3本、岡崎中央総合公園のSSS2本が新たに加わった。
DAY1は、ヌービルがラリーリーダ―となり、2位にラッピがつけヒョンデ勢が好調な滑り出しを見せる。
DAY2は、悪天候となり本降りの雨の中始まった。最初のSS2では、勝田がクラッシュ。勝田はマシンに損傷を負いながらコースに復帰するも、同一コーナーでソルド、フルモーは崖下に転落。車両回収のため赤旗中断となった。SS2、3とエバンスが連続でトップタイムをマークしラップリーダに浮上。SS4は悪天候の影響で、キャンセルとなった。午後のループでは、SS2でクラッシュを喫した勝田が、車両修復を間に合わせ、SS5～7を3連続トップタイムをマーク。昨年のラリージャパンの覇者ヌービルは、SS6スタート直後にクラッシュを喫しデイリタイヤとなりトップ争いから脱落し、トヨタの1-2-3体制が築かれた。SS8ではラッピが最速タイムをマークした。SS2でトップに立ったエバンスがリーダーを守り、SS7で2位オジェがスピンし、マシン修復で時間を要しペナルティを受けたため1分49秒の差をつけた。3位に約2分差でロバンパラ、4位以下はミケルセン（WRC2）、ミュンスター（フォード）、グリアジン（WRC2）、ラッピ、タナク、勝田と続いている。
DAY3最初のSS9では、スタートが開始されるもゼロカーが止まっていた影響で赤旗中断した。4台に補正タイムが与えられるも、約20分後に再開された。SS9はオジェがトップタイムをマークし、勝田にはノーショナルタイムとして同タイムが与えられた。SS10は、勝田がSS9に続きトップタイム、岡崎市SSSは2連続でエバンスがトップタイムをマークした。午後のループでは、勝田が3連続でトップタイムをマークした。最後の豊田スタジアムSSSとなるSS16は、前日に引き続きラッピが最速タイムを記録。前日に引き続きエバンスがラリーリーダーを守り、1分15秒差でオジェ、1分40秒差でロバンペラと1-2-3体制。4位ラッピ（ヒョンデ）とは3分差、5位タナク（フォード）とは3分35秒差、6位勝田は3分50秒差と大きな差がつく展開となった。

## リザルト

### スペシャルステージ順位
| 曜日          | SS                                        | 距離                  | SS順位                            | SS順位                               | SS順位                                  | リーダー                          |
| 曜日          | SS                                        | 距離                  | 1位                               | 2位                                  | 3位                                     | リーダー                          |
| ------------- | ----------------------------------------- | --------------------- | --------------------------------- | ------------------------------------ | --------------------------------------- | --------------------------------- |
| DAY1 11月16日 | SS 1 豊田スタジアム TOYOTA STADIUM SSS 1  | 2.10 km               | #11 ヌービル/ウィダグ 1:47.6      | #4 ラッピ/フェルム 1:48.3            | #8 タナク/ヤルヴェオヤ 1:49.0           | #11 ヌービル/ウィダグ 1:47.6      |
| DAY2 11月17日 | SS 2 伊勢神トンネル Isegami's Tunnel 1    | 23.67 km              | #33 エバンス/マーティン 20:17.8   | #17 オジェ/ランデ 20:21.8            | #11 ヌービル/ウィダグ 20:38.6           | #33 エバンス/マーティン 22:10.3   |
| DAY2 11月17日 | SS 3 稲武ダム Inabu Dam 1                 | 19.38 km              | #33 エバンス/マーティン 14:20.0   | #11 ヌービル/ウィダグ 14:30.1        | #20 ミケルセン/エリクセン 14:36.2       | #33 エバンス/マーティン 36:30.3   |
| DAY2 11月17日 | SS 4 設楽町 Shitara Town 1                | 22.53 km              | キャンセル                        | キャンセル                           | キャンセル                              | #33 エバンス/マーティン 36:30.3   |
| DAY2 11月17日 | SS 5 伊勢神トンネル Isegami's Tunnel 2    | 23.67 km              | #18 勝田/ジョンストン 19:08.1     | #11 ヌービル/ウィダグ 19:11.4        | #17 オジェ/ランデ 19:24.3               | #33 エバンス/マーティン 55:57.2   |
| DAY2 11月17日 | SS 6 稲武ダム Inabu Dam 2                 | 19.38 km              | #18 勝田/ジョンストン 12:48.5     | #33 エバンス/マーティン 12:48.8      | #17 オジェ/ランデ 12:53.2               | #33 エバンス/マーティン 1:08:46.0 |
| DAY2 11月17日 | SS 7 設楽町 Shitara Town 2                | 22.53 km              | #18 勝田/ジョンストン 14:33.6     | #33 エバンス/マーティン 14:34.7      | #17 オジェ/ランデ 14:41.2               | #33 エバンス/マーティン 1:23:20.7 |
| DAY2 11月17日 | SS 8 豊田スタジアム TOYOTA STADIUM SSS 2  | 2.10 km               | #4 ラッピ/フェルム 2:00.0         | #18 勝田/ジョンストン 2:01.0         | #17 オジェ/ランデ 2:01.0                | #33 エバンス/マーティン 1:25:22.7 |
| DAY1-DAY2総合 | DAY1-DAY2総合                             | 135.36 km →112.83 km  | #33 エバンス/マーティン 1:25:22.7 | #17 オジェ/ランデ 1:27.12.6          | #69 ロバンペラ/ハルットゥネン 1:27:29.3 |                                   |
| DAY3 11月18日 | SS 9 額田の森 Nukata Forest 1             | 20.32 km              | #18 勝田/ジョンストン 15:23.2     | #17 オジェ/ランデ 15:23.2            | #33 エバンス/マーティン 15:26.3         | #33 エバンス/マーティン 1:40:49.0 |
| DAY3 11月18日 | SS 10 三河湖 Lake Mikawako 1              | 14.78 km              | #18 勝田/ジョンストン 11:14.8     | #11 ヌービル/ウィダグ 11:15.9        | #8 タナク/ヤルヴェオヤ 11:16.9          | #33 エバンス/マーティン 1:52:26.8 |
| DAY3 11月18日 | SS 11 岡崎市 Okazaki City SSS 1           | 2.84 km               | #33 エバンス/マーティン 2:20.2    | #8 タナク/ヤルヴェオヤ 2:20.4        | #11 ヌービル/ウィダグ 2:20.6            | #33 エバンス/マーティン 1:54:47.0 |
| DAY3 11月18日 | SS 12 岡崎市 Okazaki City SSS 2           | 2.84 km               | #33 エバンス/マーティン 2:18.7    | #8 タナク/ヤルヴェオヤ 2:19.6        | #17 オジェ/ランデ 2:19.9                | #33 エバンス/マーティン 1:57:05.7 |
| DAY3 11月18日 | SS 13 額田の森 Nukata Forest 2            | 20.32 km              | #18 勝田/ジョンストン 14:33.5     | #17 オジェ/ランデ 14:36.3            | #8 タナク/ヤルヴェオヤ 14:37.7          | #33 エバンス/マーティン 2:11:52.7 |
| DAY3 11月18日 | SS 14 三河湖 Lake Mikawako 2              | 14.78 km              | #18 勝田/ジョンストン 10:35.8     | #11 ヌービル/ウィダグ 10:36.6        | #8 タナク/ヤルヴェオヤ 10:38.5          | #33 エバンス/マーティン 2:23:09.8 |
| DAY3 11月18日 | SS 15 新城市 Shinshiro City               | 6.70 km               | #18 勝田/ジョンストン 3:19.7      | #69 ロバンペラ/ハルットゥネン 3:20.1 | #33 エバンス/マーティン 3:21.1          | #33 エバンス/マーティン 2:26:30.9 |
| DAY3 11月18日 | SS 16 豊田スタジアム TOYOTA STADIUM SSS 3 | 2.10 km               | #4 ラッピ/フェルム 1:47.0         | #8 タナク/ヤルヴェオヤ 1:48.5        | #11 ヌービル/ウィダグ 1:49.1            | #33 エバンス/マーティン 2:28:20.8 |
| DAY1-DAY3総合 | DAY1-DAY3総合                             | 220.04 km → 197.51 km | #33 エバンス/マーティン 2:28:20.8 | #17 オジェ/ランデ 2:29:35.8          | #69 ロバンペラ/ハルットゥネン 2:30:01.4 |                                   |
| DAY4 11月19日 | SS 17 旭高原 Asahi Kougen                 | 7.52 km               | #11 ヌービル/ウィダグ 5:04.2      | #18 勝田/ジョンストン 5:06.3         | #33 エバンス/マーティン 5:08.3          | #33 エバンス/マーティン 2:33:29.1 |
| DAY4 11月19日 | SS 18 恵那市 Ena City 1                   | 22.92 km              | #11 ヌービル/ウィダグ 18:09.9     | #18 勝田/ジョンストン 18:16.0        | #33 エバンス/マーティン 18:20.5         | #33 エバンス/マーティン 2:51:49.6 |
| DAY4 11月19日 | SS 19 根ノ上高原 Nenoue Kougen 1          | 11.6 km               | #18 勝田/ジョンストン 8:16.3      | #11 ヌービル/ウィダグ 8:21.6         | #4 ラッピ/フェルム 8:26.0               | #33 エバンス/マーティン 3:00:17.2 |
| DAY4 11月19日 | SS 20 恵那市 Ena City 2                   | 22.92 km              | #11 ヌービル/ウィダグ 18:03.7     | #4 ラッピ/フェルム 18:06.7           | #8 タナク/ヤルヴェオヤ 18:14.7          | #33 エバンス/マーティン 3:18:39.3 |
| DAY4 11月19日 | SS 21 根ノ上高原 Nenoue Kougen 2          | 11.6 km               | #18 勝田/ジョンストン 8:16.6      | #11 ヌービル/ウィダグ 8:21.2         | #8 タナク/ヤルヴェオヤ 8:21.6           | #33 エバンス/マーティン 3:27:06.7 |
| DAY4 11月19日 | SS 22 旭高原PS Asahi Kougen Power Stage   | 7.52 km               | #11 ヌービル/ウィダグ 4:48.8      | #8 タナク/ヤルヴェオヤ 4:51.2        | #4 ラッピ/フェルム 4:55.6               | #33 エバンス/マーティン 3:32:08.8 |
| DAY1-DAY4総合 | DAY1-DAY4総合                             | 304.12 km →281.59 km  | #33 エバンス/マーティン 3:32:08.8 | #17 オジェ/ランデ 3:33:26.5          | #69 ロバンペラ/ハルットゥネン 3:33:55.3 |                                   |

### 最終成績
| 順位          | 順位              | No | ドライバー コ・ドライバー                                       | エントラント                                    | 車両                           | SS        | Pen. | タイム       | 差           | 獲得ポイント （対象選手権+ パワーステージ）        |
| 総合          | クラス Elig.      | No | ドライバー コ・ドライバー                                       | エントラント                                    | 車両                           | SS        | Pen. | タイム       | 差           | 獲得ポイント （対象選手権+ パワーステージ）        |
| ------------- | ----------------- | -- | --------------------------------------------------------------- | ----------------------------------------------- | ------------------------------ | --------- | ---- | ------------ | ------------ | -------------------------------------------------- |
| 1             | RC1 M             | 33 | エルフィン・エバンス スコット・マーティン                       | トヨタ・ガズー・レーシングWRT                   | トヨタ・GRヤリス ラリー1       | 3:32:08.8 |      | 3:32:08.8    |              | D/C/M:25                                           |
| 2             | RC1 M             | 17 | セバスチャン・オジェ バンサン・ランデ                           | トヨタ・ガズー・レーシングWRT                   | トヨタ・GRヤリス ラリー1       | 3:33:26.5 | 1:00 | 3:33:26.5    | +1:17.7      | D/C/M:18+1                                         |
| 3             | RC1 M             | 69 | カッレ・ロバンペラ ヨンネ・ハルットゥネン                       | トヨタ・ガズー・レーシングWRT                   | トヨタ・GRヤリス ラリー1       | 3:33:55.3 |      | 3:33:55.3    | +1:46.5      | D/C:15                                             |
| 4             | RC1 M             | 4  | エサペッカ・ラッピ ヤンネ・フェルム                             | ヒョンデ・シェル・モビスWRT                     | ヒョンデ・i20 N ラリー1        | 3:34:59.1 |      | 3:34:59.1    | +2:50.3      | D/C/M:12+3                                         |
| 5             | RC1 -             | 18 | 勝田貴元 アーロン・ジョンストン                                 | トヨタ・ガズー・レーシングWRT                   | トヨタ・GRヤリス ラリー1       | 3:34:09.1 | 1:10 | 3:35:19.1    | +3:10.3      | D/C:10+2                                           |
| 6             | RC1 M             | 8  | オィット・タナック マルティン・ヤルヴェオヤ                     | Mスポーツ・フォードWRT                          | フォード・プーマ ラリー1       |           |      |              |              | D/C/M:8+4                                          |
| 7             | RC2 WRC2(T/D)     | 20 | アンドレアス・ミケルセン トルステン・エリクセン                 | トクスポーツWRT3                                | シュコダ・ファビアRS ラリー2   |           |      |              |              | D/C:6 WRC2(T/D):25+1                               |
| 8             | RC2 WRC2(T/DC/CC) | 21 | ANA ニコライ・グリアジン ANA コンスタンティン・アレクサンドロフ | トクスポーツWRT3                                | シュコダ・ファビアRS ラリー2   |           |      |              |              | D/C:4 WRC2(T/D/C):18+3 WRC2(DC/CC):25              |
| 9             | RC2 WRC2(DC/CC)   | 22 | カエタン・カエタノビッチ マチェイ・スチェパニアク               | カエタン・カエタノビッチ                        | シュコダ・ファビアRS ラリー2   |           |      |              |              | D/C:2 WRC2(D/C):15+2 WRC2(DC/CC):18                |
| 10            | RC4 -             | 35 | 新井大輝 立久井大輝                                             | アヘッド・ジャパン・レーシングチーム            | プジョー・208 ラリー4          |           |      |              |              |                                                    |
| 11            | RC2 WRC2(DCM/CC)  | 26 | 福永修 齊田美早子                                               | 福永修                                          | シュコダ・ファビア ラリー2 Evo |           |      |              |              | WRC2(D/C):12 WRC2(DC/CC):15 WRC2(DM):25            |
| 12            | RC2 WRC2(DC/CC)   | 25 | Daniel Chwist Kamil Heller                                      | Daniel Chwist                                   | シュコダ・ファビア ラリー2 Evo |           |      |              |              | WRC2(D/C):10 WRC2(DC/CC):12                        |
| 13            | RC1 M             | 11 | ティエリー・ヌービル マルティン・ウィダグ                       | ヒョンデ・シェル・モビスWRT                     | ヒョンデ・i20 N ラリー1        |           |      |              |              | D/C/M:0+5                                          |
| 14            | RC2 WRC2(DCM/CCM) | 28 | エイモン・ボランド MJ                                           | エイモン・ボランド                              | シトロエン・C3 ラリー2         |           |      |              |              | WRC2(D/C):8 WRC2(DC/CC):10 WRC2(DM):18 WRC2(CM):25 |
| 15            | JRCar1 -          | 36 | 眞貝知志 安藤裕一                                               | トヨタ・ガズー・レーシング WRJ                  | トヨタ・GRヤリス               |           | 0:10 |              |              |                                                    |
| 16            | JRCar1 -          | 39 | 村田康介 梅本まどか                                             | ウェルパイン・モータースポーツ                  | トヨタ・GRヤリス               |           |      |              |              |                                                    |
| 17            | JRCar2 -          | 40 | 山本悠太 立久井和子                                             | K-ONEレーシングチーム                           | トヨタ・86                     |           | 0:10 |              |              |                                                    |
| 18            | RC2 WRC2(DCM/CC)  | 29 | Miguel Diaz Aboit Rodrigo Sanjuan de Eusebio                    | Miguel DÍAZ ABOIT                               | シュコダ・ファビアRS ラリー2   |           |      |              |              | WRC2(D/C):6 WRC2(DC/CC):8 WRC2(DM):15              |
| 19            | RC5 -             | 41 | 国沢光宏 木原雅彦                                               | Kunisawa.net                                    | ルノー・クリオ RSライン        |           |      |              |              |                                                    |
| 20            | JRCar1 -          | 44 | 中山透 松浦俊朗                                                 | LSCRラリーチーム                                | トヨタ・GRヤリス               |           | 1:00 |              |              |                                                    |
| 21            | JRCar1 -          | 37 | 佐々木康行 松下和樹                                             | Team BRIDE                                      | トヨタ・GRヤリス               |           |      |              |              |                                                    |
| 22            | RC3 WRC3(DM)      | 31 | Jason Bailey Shayne Peterson                                    | Jason Bailey                                    | フォード・フィエスタ ラリー3   |           | 3:00 |              |              | WRC2(DM):12 WRC3(D):25                             |
| 23            | JRCar3 -          | 49 | 相原泰祐 萩野司                                                 | Dスポーツ・ハーフウェイレーシング・ラリーチーム | ダイハツ・コペン               |           | 0:20 |              |              |                                                    |
| 24            | RC2 WRC2(DC/CC)   | 30 | 今井聡 ジェイソン・ファーマー                                   | 今井聡                                          | シトロエン・C3 ラリー2         |           |      |              |              |                                                    |
| 25            | JRCar1 -          | 38 | 堀田信 河西晴雄                                                 | 堀田信                                          | トヨタ・GRヤリス               |           | 1:00 |              |              |                                                    |
| 26            | JRCar1 -          | 46 | 萩原泰則 原田晃一                                               | チームHASラリー                                 | スバル・WRX Sti 2015           |           | 5:30 |              |              |                                                    |
| 27            | JRCar1 -          | 45 | 高田幸治 関本貴史                                               | スリーファイブ・モータースポーツ                | トヨタ・GRヤリス               |           | 2:10 |              |              |                                                    |
| 28            | JRCar3 -          | 48 | 清水宏保 保井隆宏                                               | マッスルラリー                                  | トヨタ・ヤリス                 |           |      |              |              |                                                    |
| 以上完走      |                   |    |                                                                 |                                                 |                                |           |      |              |              |                                                    |
| SS22 リタイア | JRCar3 -          | 47 | 入江慧士 蔭山恵                                                 | ウェルパイン・モータースポーツ                  | トヨタ・ヴィッツ               |           |      | メカニカル   | メカニカル   |                                                    |
| SS20 リタイア | RC2 -             | 24 | グレゴワール・ミュンステール ルイ・ルーカ                       | Mスポーツ・フォードWRT                          | フォード・フィエスタ ラリー2   |           |      | アクシデント | アクシデント |                                                    |
| SS19 リタイア | JRCar1 -          | 34 | 新井敏弘 松本優一                                               | スバル・チーム・アライ                          | スバル・WRX S4                 |           | 0:20 | メカニカル   | メカニカル   |                                                    |
| SS13 リタイア | RC2 WRC2(DC/CC)   | 23 | ヘイキ・コバライネン 北川紗衣                                   | ヘイキ・コバライネン                            | シュコダ・ファビア ラリー2     |           |      | メカニカル   | メカニカル   |                                                    |
| SS8 リタイア  | JRCar1 -          | 32 | 勝田範彦 木村裕介                                               | トヨタ・ガズー・レーシング WRJ                  | トヨタ・GRヤリス               |           |      | アクシデント | アクシデント |                                                    |
| SS2 リタイア  | RC1 M             | 6  | ダニ・ソルド カンディード・カレラ                               | ヒョンデ・シェル・モビスWRT                     | ヒョンデ・i20 N ラリー1        |           |      | アクシデント | アクシデント |                                                    |
| SS2 リタイア  | RC1 M             | 16 | アドリアン・フルモー アレクサンドル・コリア                     | Mスポーツ・フォードWRT                          | フォード・プーマ ラリー1       |           |      | アクシデント | アクシデント |                                                    |